# Адамович, Леонид Ефремович
Леонид Ефремович Адамо́вич (1832—1911) — генерал от артиллерии, член Александровского комитета о раненых.

## Биография
Адамович Ефремович родился 16 апреля 1832 года. В 1853 году окончил офицерские классы Михайловского артиллерийского училища с производством в подпоручики и с прикомандированием к лейб-гвардейской 2-й артиллерийской бригаде. 
В 1855 году принял участие в последнем периоде Крымской войны и за боевые отличия был награждён орденом Святой Анны 4-й степени. 
В 1865 производен в полковники и в 1875 году — в генерал-майоры и назначен правителем дел окружного артиллерийского управления Петербургского военного округа. 
Во время Русско-турецкой войны 1877—1878 годов был помощником начальника артиллерии действующей армии и за оказанные отличия был награждён орденом Святого Владимира 3-й степени с мечами и мечами к ордену Святого Станислава 1-й степени. По окончании войны с 1878 по 1883 год занимал должность помощника начальника артиллерии Петербургского военного округа. 
В 1883—1895 годах был начальником артиллерии корпусов: 14 армии, Гренадерского и Гвардейского. 
В 1885 году произведён в генерал-лейтенанты. В 1895 году Адамович был назначен командиром 18 армейского корпуса, во главе которого он и находился до 1902 года, будучи в 1898 году произведён в генералы от артиллерии. 
В 1902 году был назначен членом Александровского комитета о раненых. 3 января 1906 года уволен в отставку.
Леонид Ефремович Адамович скончался 8 (21) февраля 1911 года. Похоронен в Воскресенском Новодевичьем монастыре Санкт-Петербурга.

## Награды
Награждён всеми Российскими орденами до ордена святого Александра Невского включительно и иностранными орденами.